# گربه کوچه (فیلم ۱۹۲۹)
گربه کوچه (انگلیسی: The Alley Cat) یک فیلم در سبک درام و صامت به کارگردانی هانس اشتاینهوف است که در سال ۱۹۲۹ منتشر شد.